# Музичні бібліотеки
Музи́чні бібліоте́ки — зібрання друкованої музичної літератури, літератури про музику та рукописів, пов'язаних з музичним мистецтвом. 
Музичні бібліотеки також укладають спеціальні каталоги й картотеки, здійснюють бібліографічну й інформаційну діяльність, розробляють методику музично-бібліографічної справи.

## Джерело
- Юрій Юцевич. Музика: словник-довідник. — Тернопіль, 2003. — 404 с. — ISBN 966-7924-10-6. (html-пошук по словнику, djvu)